# Drosopigi, Laconia
Drosopigi  este un oraș în Grecia în Prefectura Laconia.